# Pepita Inglès
Pepita Inglés (Cartagena, 1910 - Front d'Aragó, 1937) fou una militant anarcosindicalista catalana de la columna Durruti durant la guerra civil espanyola.

## Biografia
Tot i néixer a Cartagena, de molt petita emigrà a Barcelona amb els seus pares. No va poder assistir quasi a l'escola i va completar la seva formació de forma autodidàctica. El 19 de juliol de 1936 participa en els combats als carrers de Barcelona i el 24, amb el seu company surt amb la Columna Durruti cap al Front d'Aragó. Marxa amb altres dones com Palmira Jul, Azucena Haro i Emiliana Morin, companya de Durruti, i moltres altres els noms de les quals han quedat en l'anonimat.
Freqüentà i farà amistat amb la secretària de Durruti, Pilar Balduque, mecanògrafa de la caserna general i de la Columna. Balduque segueix al seu lloc fins a la descomposició de la columna i la militarització obligatòria, en què aprofiten per desmobilitzar les dones després d'haver estat un any al front de guerra (juliol, 1937). Balduque serà substituïda per un capità, però anirà fins a Monegrillos i es reincorporarà al front de la 119 de Belmonte fins a 1939. Tot i els bombardejos dels franquistes, Pepita decideix no tornar a Barcelona, malgrat l'oferta que es fa a les dones de tornar. Va formar part de la presa de Pina d'Ebre, on va morir el seu company. Ella es va incorporar al servei de tancs i va conduir diversos vehicles blindats sorgits dels tallers de la metal·lúrgia de Barcelona. Va prendre part a la presa de Perdiguera, els Montes de Villafría i els Montes de Vaca. Va lluitar a Quinto, en una lluita des del 19 de novembre de 1936 fins a l'agost de 1937, en què va ser pres pels republicans. També va participar en l'atac de la presa de l'ermita de Santa Quitèria a la Serra d'Alcubierre, prop de Tardienta.
Va morir en una emboscada dels franquistes. Fou detinguda i, desarmada, en previsió de les tortures a les quals seria sotmesa abans de morir i davant la impossibilitat d'un rescat, un milicià es feu explotar amb una bomba i moriren tots.